# 斑條鰍
斑條鰍為輻鰭魚綱鯉形目鰍科的其中一種，為亞熱帶淡水魚，被IUCN列為易危保育類動物，分布於歐洲希臘Aggitis河流域，為特有種，體長可達10公分，棲息在沼澤、水塘的底層水域，生活習性不明。

## 扩展阅读
維基物種上的相關：斑條鰍